# Marcus Price
Marcus Robert McKinley Dudeman Price, även känd under artistnamnet Basutbudet, född 10 juli 1983, är en svensk rappare och DJ.
Price föddes 1983 och växte upp på Södermalm i Stockholm. Han studerade vid Eriksdalsskolan.
Han är bland annat medlem i gruppen Marcus Price & Carli, Fattaru och Majestic 3. I Majestic 3 rappar också hans bror Magnum Coltrane Price och Nimo Cheebs.
Han är också medlem i hiphopkollektivet Safehouse med bland annat Näääk.